# Neuberg im Burgenland
Neuberg im Burgenland  ist eine Gemeinde im Bezirk Güssing im Burgenland in Österreich. Der ungarische Ortsname der Gemeinde ist Újhegy, der kroatische Ortsname ist Nova Gora. Die Bevölkerungsgruppe der Burgenlandkroaten ist im Ort stark vertreten.

## Geografie
Die Gemeinde liegt im Südburgenland. Neuberg im Burgenland ist der einzige Ort in der Gemeinde. Dazu gehört auch der Ortsteil Neuberg-Bergen (auch Neuberger Bergen).

### Nachbargemeinden
|           | Mischendorf (Bezirk Oberwart)               |            |
| Olbendorf | Kompassrose, die auf Nachbargemeinden zeigt | Güttenbach |
| Rauchwart | Sankt Michael im Burgenland                 |            |

## Geschichte
Neuberg ist eine kroatische Neugründung des 16. Jahrhunderts. Im Jahr 1576 wird die Neuansiedlung Nowaghora (‚Neuberg‘) erstmals urkundlich erwähnt. Das Dorf war Teil der Herrschaft Güssing der Familie Batthyány. Seit 1898 musste aufgrund der Magyarisierungspolitik der  Regierung in Budapest der ungarische Ortsname Újhegy verwendet werden. Nach Ende des Ersten Weltkriegs wurde nach zähen Verhandlungen Deutsch-Westungarn in den Verträgen von St. Germain und Trianon 1919 Österreich zugesprochen. Der Ort gehört seit 1921 zum damals neu gegründeten Bundesland Burgenland.

## Kultur und Sehenswürdigkeiten

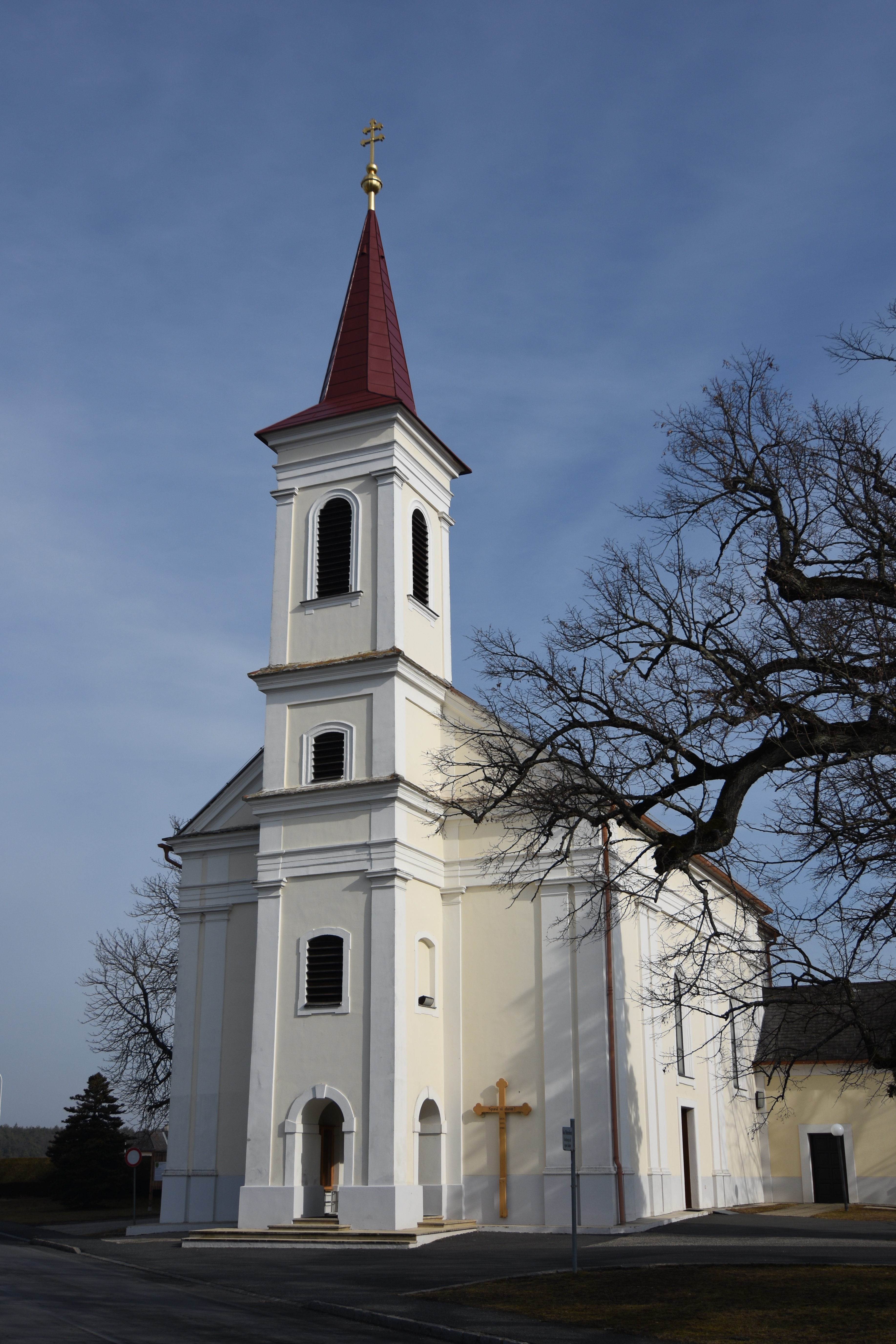
Pfarrkirche Neuberg im Burgenland

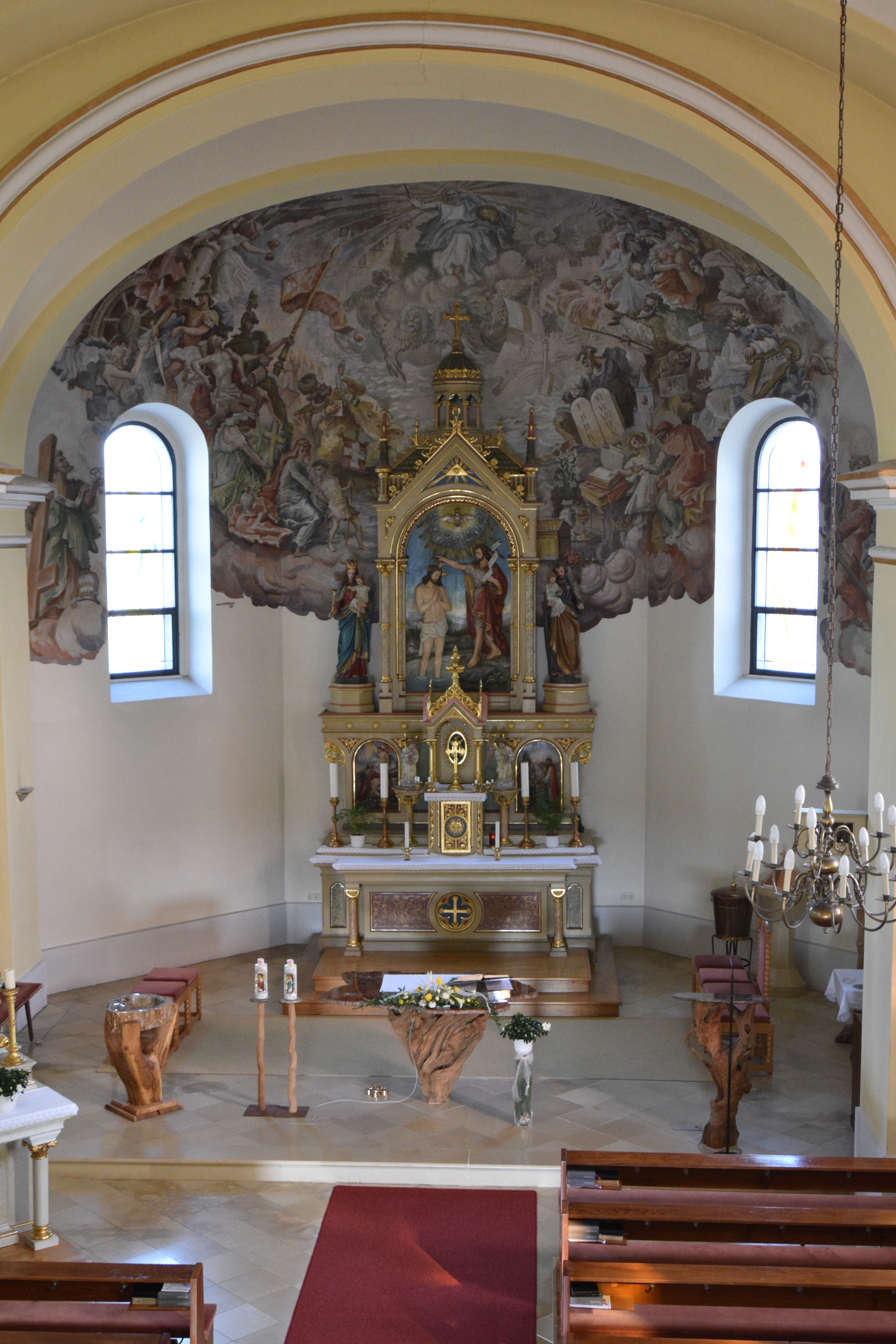
Der Altarraum der Kirche

- Katholische Pfarrkirche Neuberg im Burgenland hl. Johannes der Täufer

## Politik

### Gemeinderat
Der Gemeinderat umfasst aufgrund der Anzahl der Wahlberechtigten insgesamt 15 Mitglieder.
| Partei          | 2022             | 2022             | 2022             | 2017             | 2017             | 2017             | 2012    | 2012    | 2012    | 2007             | 2007             | 2007             | 2002             | 2002             | 2002             | 1997             | 1997             | 1997             |
| Partei          | Sti.             | %                | M.               | Sti.             | %                | M.               | Sti.    | %       | M.      | Sti.             | %                | M.               | Sti.             | %                | M.               | Sti.             | %                | M.               |
| --------------- | ---------------- | ---------------- | ---------------- | ---------------- | ---------------- | ---------------- | ------- | ------- | ------- | ---------------- | ---------------- | ---------------- | ---------------- | ---------------- | ---------------- | ---------------- | ---------------- | ---------------- |
| ÖVP             | 429              | 51,81            | 8                | 471              | 56,41            | 9                | 462     | 59,92   | 9       | 426              | 54,90            | 8                | 480              | 61,46            | 9                | 418              | 57,10            | 9                |
| SPÖ             | 399              | 48,19            | 7                | 364              | 43,59            | 6                | 296     | 38,39   | 6       | 350              | 45,10            | 7                | 301              | 38,54            | 6                | 314              | 42,90            | 6                |
| FPÖ             | nicht kandidiert | nicht kandidiert | nicht kandidiert | nicht kandidiert | nicht kandidiert | nicht kandidiert | 13      | 1,69    | 0       | nicht kandidiert | nicht kandidiert | nicht kandidiert | nicht kandidiert | nicht kandidiert | nicht kandidiert | nicht kandidiert | nicht kandidiert | nicht kandidiert |
| Wahlberechtigte | 954              | 954              | 954              | 967              | 967              | 967              | 882     | 882     | 882     | 870              | 870              | 870              | 876              | 876              | 876              | 866              | 866              | 866              |
| Wahlbeteiligung | 90,78 %          | 90,78 %          | 90,78 %          | 90,90 %          | 90,90 %          | 90,90 %          | 91,50 % | 91,50 % | 91,50 % | 92,99 %          | 92,99 %          | 92,99 %          | 91,89 %          | 91,89 %          | 91,89 %          | 92,49 %          | 92,49 %          | 92,49 %          |

### Gemeindevorstand
Neben Bürgermeister Thomas Novoszel (ÖVP) und Vizebürgermeisterin Birgit Karner (SPÖ und Unabhängige) gehören weiters die geschäftsführenden Gemeinderäte Manfred Konrad (SPuUA), Karl Kührer (ÖVP) und Michael Wagner-Kulovits (ÖVP) dem Gemeindevorstand an.

### Bürgermeister
Bürgermeister ist Thomas Novoszel (ÖVP).
Novoszel kam unter tragischen Umständen zu dieser Funktion, denn sein Vorgänger Daniel Neubauer (ÖVP), der auch Leiter des Gemeindeamts und seit 2007 im Amt war, musste sich am 16. März 2016 im Krankenhaus Güssing einer Blinddarmoperation unterziehen, bei der es zu Nachblutungen kam. Bei der Notoperation kam es zum Herz-Kreislaufstillstand. Nach erfolgreicher Reanimation und Verlegung auf die Intensivstation kam es nachfolgend zum beginnenden Organversagen. Der erst 49-Jährige wurde daraufhin in das Landesklinikum Graz verlegt, wo er am 20. März verstarb. Der vom Staatsanwalt angeklagte Chirurg wurde am 20. April 2017 im Landesgericht Eisenstadt schuldig gesprochen und wegen fahrlässiger Tötung zu einer Geldstrafe von 18.000 Euro verurteilt.
Bis zur Neuwahl am 24. Juli 2016 übernahm Vizebürgermeisterin Birgit Karner (SPÖ und Unabhängige) interimistisch die Führung der Gemeinde. Bei der Wahl setzte sich Novoszel mit 518 Stimmen (63,09 %) gegenüber Karner mit 303 Stimmen (36,91 %) durch. Bei der Wahl am 1. Oktober 2017 wurde Novoszel mit 59,98 % gegenüber Karner, die auf 40,02 % kam, erneut zum Bürgermeister gewählt. In der konstituierenden Sitzung des Gemeinderats wurde Birgit Karner erneut zur Vizebürgermeisterin gewählt.
Amtsleiter ist Alexander Neubauer.

### Chronik der Bürgermeister
- 1958–1982 Emmerich Hartter (ÖVP)[13]
- 1982 – 31. Oktober 2006 Otto Nagl (ÖVP, * 1946)[14]
- 2007 – 20. März 2016 Daniel Neubauer † (ÖVP)
- 20. März 2016 bis 24. Juli 2016 (interimistisch) Vizebürgermeisterin Birgit Maria Karner (SPÖ und Unabhängige)
- seit 24. Juli 2016 Thomas Novoszel (ÖVP)

### Wappen
|  | Das Recht zur Führung des Wappens wurde der Gemeinde zunächst durch einen Beschluss der Landesregierung am 16. November 2010 und dann am 20. Mai 2012 im Rahmen eines Festakts verliehen, bei der auch Landeshauptmann Hans Niessl zugegen war. Die Blasonierung des Wappens lautet: „In Gold ein grüner Pfahl, belegt mit einem aus einem goldenen Berg wachsenden goldenen Kreuzstab mit Spruchband, flankiert vorne von einem grünen Baum, hinten von einer grünen Lilienblüte mit zwei grünen, spitzen Blättern.“ |

## Persönlichkeiten

### Söhne und Töchter der Gemeinde
- Vinzenz Knor (* 1956), Politiker (SPÖ)
- Hans Orsolics (* 1947), Box-Europameister

### Personen mit Bezug zur Gemeinde
- Matthias Semeliker (1910–1986), während der NS-Zeit Pfarrer in Neuberg, 1943–1945 im KZ Dachau